# Vigneux-de-Bretagne

Vigneux-de-Bretagne este o comună în departamentul Loire-Atlantique, Franța. În 2009 avea o populație de 5,362 de locuitori.